# 최철원 (축구 선수)
최철원(崔喆原, 1994년 7월 23일 ~ )은 대한민국의 축구 선수이다. 현재 K리그1 FC 서울 소속이다.

## 클럽 경력
2016시즌을 앞두고 부천 FC 1995에 입단하여 프로 생활을 시작했다. 신인임에도 2경기에 출장했다.
2017시즌에는 팀의 주전 골키퍼인 류원우의 뒤를 이어 서브 골리로 활약했으며 3경기 출장에 3실점을 기록했다.
2018시즌 개막전인 대전 시티즌전에 선발 출장했으며, 1실점을 기록하여 팀의 2-1승리에 일조했다.
2020시즌을 앞두고 군 복무를 위해 상주 상무에 입대했다. 이후 2021년 6월, 제대 후 부천에 복귀했다.
2023시즌을 앞두고 K리그1의 FC 서울에 입단했다.